# Tanlavajacha
La Tanlavajacha (in russo  Танлаваяха?) è un fiume della Russia siberiana occidentale, affluente di sinistra della Ščuč'ja (bacino idrografico dell'Ob'). Scorre nei rajon Priural'skij e Jamalskij del Circondario autonomo Jamalo-Nenec.
Il fiume proviene dalla regione paludosa, ricca di laghi a nord del delta dell'Ob' e scorre in direzione sud-occidentale. Sfocia nella Ščuč'ja a 143 km dalla foce, nei pressi del villaggio di Ščuč'e. La lunghezza del fiume è di 193 km, il bacino imbrifero è di 2 010 km².